# Derpart
Die Derpart Reisevertrieb GmbH (Eigenschreibweise: DERPART) ist ein deutsches Franchiseunternehmen der Tourismus-Branche.

## Das Unternehmen
Das Unternehmen wurde im Jahr 1979 gegründet und gehört zu 50 % dem Deutschen Reisebüro (DER), die anderen 50 % des Unternehmens halten mittelständische Reisebürounternehmer. Über die Beteiligung des DER gehört das Unternehmen zur DER Touristik Group (vormals Rewe Touristik). Der Gesamtumsatz betrug 2011 1,448 Milliarden Euro. Der Hauptsitz ist in Frankfurt am Main.
In Deutschland sind laut eigener Webseite rund 290 Reisebüros Franchisenehmer der Firma. Die Reisebüros sind in der Regel so genannte Vollreisebüros, verfügen also über Bahn-Agenturen, IATA-Lizenz und Agenturen/Verbindungen zu den großen deutschen Reiseveranstaltern.

### Der Name
Der Name ist ursprünglich abgeleitet von „DER (Deutsches Reisebüro) Partner“ als ein zweites Unternehmen der DER. Bis 2013 wurde dieser Ursprung als Werbeslogan verwendet: „DER PARTner für Ihre Reisen“. Seit 12. April 2013 ist das Logo wieder mit den drei hervorgehobenen Buchstaben „DER“PART versehen, um so die Zugehörigkeit zur DER-Touristik-Dachmarke zu zeigen.

### Geschäftsreisen
Als Geschäftsreisesparte des Unternehmens wurde der DERPART Travel Service (bis 2013 kurz DTS genannt) gegründet. DTS ist am internationalen Geschäftsreiseverbund RADIUS beteiligt. Des Weiteren wird die Marke DERPART Incentives & More für Eventplanungen im Geschäftskundenbereich geführt.

Logo bis April 2013